# Бабиле (город)
Бабиле (англ. Babille) — город на востоке Эфиопии. Назван в честь одного из 12 крупных родов народности оромо (оромо бабиле), расположен в зоне Восточный Харэр (en:Misraq Hararghe Zone) региона Оромия, в 30 километрах восточнее Харэра. Географические координаты города: 09°13′ с. ш. 42°20′ в. д., высота над уровнем моря — 1648 метров.

## Описание
Бабиле находится на главной автодороге из Харэра в Джиджигу. По имеющимся сведениям, телефонная связь была в городе уже к 1967 году.
Бабиле известен своими геотермальными источниками, минеральными водами и слоновым заповедником Бабиле (en:Babille Elephant Sanctuary). В семи километрах от города находится долина Дахата (также известная как «Долина чудес»), которая славится своими скальными образованиями и разнообразием птиц. Также поблизости расположен перевал, известный под названием проход Бабиле, который как минимум дважды в истории использовался как опорный пункт обороны: один раз итальянцами в 1941 году во время Второй мировой войны, а затем эфиопской армией в 1977 году во время войны за Огаден против сомалийской армии.

## Население
По данным Центрального статистического агентства (2005), в городе насчитывается около 16 454 жителей, в том числе 8 386 мужского пола и 8 068 женского. По сведениям национальной переписи населения 1994 года в городе жило 9 195 человек: 4 548 мужчин и 4 647 женщин. Бабиле — крупнейший населённый пункт округа (ворэды) Бабиле (Babille, Oromia) региона Оромия.